# Josef Albers

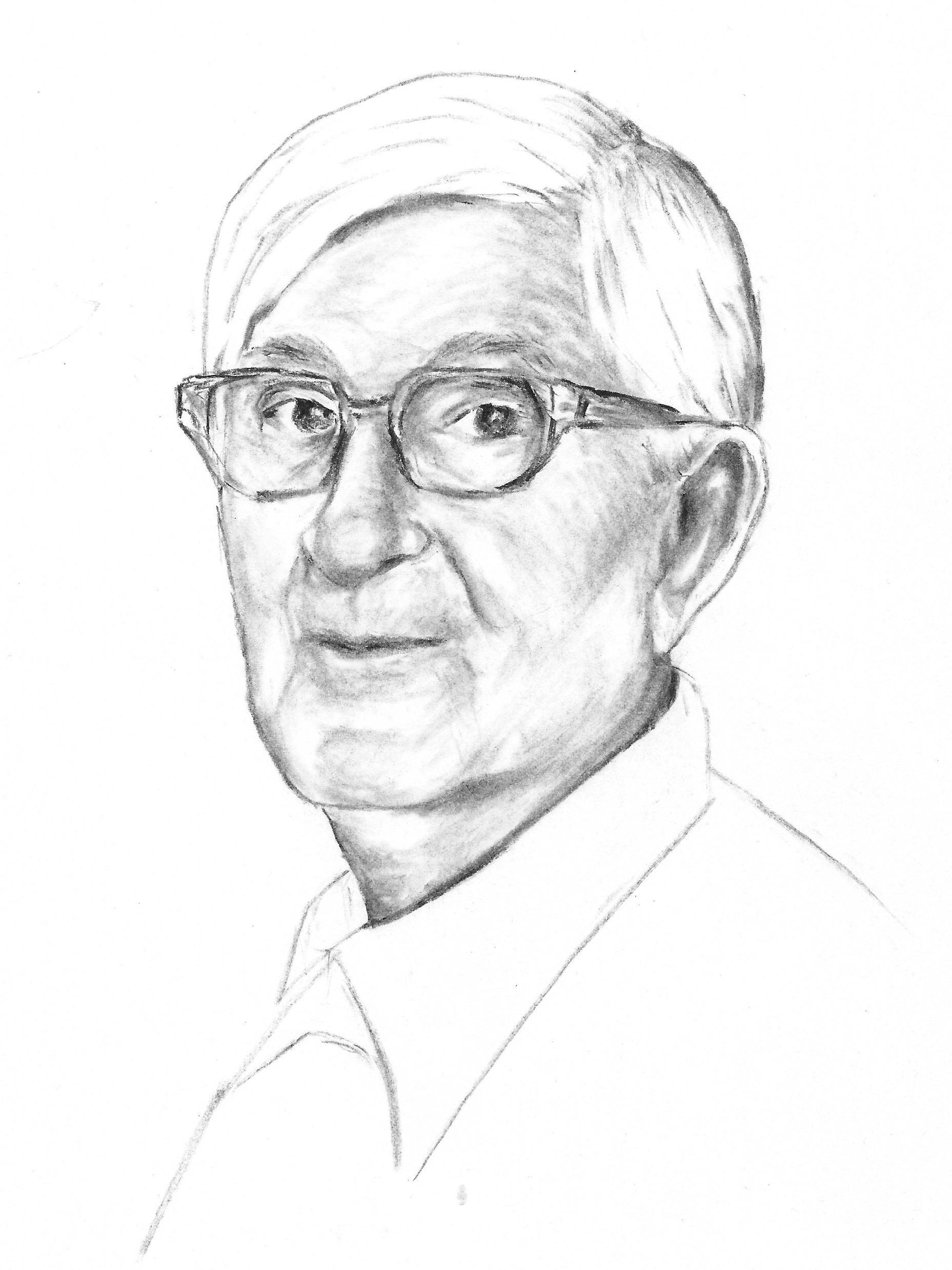
Josef Albers, Zeichnung von Ida Berger

Josef Albers (* 19. März 1888 in Bottrop; † 25. März 1976 in New Haven, Connecticut) war ein deutscher Maler, Kunsttheoretiker und -pädagoge.

## Leben

### Herkunft und Bildung
Josef Albers wuchs als Sohn des Malermeisters Lorenz Albers und seiner Frau Magdalena in Bottrop auf. Nach der Präparandenschule Langenhorst von 1902 bis 1905 besuchte er von 1905 bis 1908 das Lehrerseminar in Büren und unterrichtete bis 1913 als Volksschullehrer in Bottrop, Dülmen und Stadtlohn. 1908 sah er zum ersten Mal Werke von Paul Cézanne und Henri Matisse im Folkwang Museum in Hagen. Durch Piet Mondrian inspiriert, malte er 1913 sein erstes abstraktes Bild. Nach dem Studium an der Königlichen Kunstschule in Berlin von 1913 bis 1915 sowie der Kunstgewerbeschule in Essen von 1916 bis 1919 studierte er an der Akademie der Bildenden Künste in Berlin und von 1919 bis 1920 bei Franz von Stuck an der Kunstakademie in München.

### Bauhaus

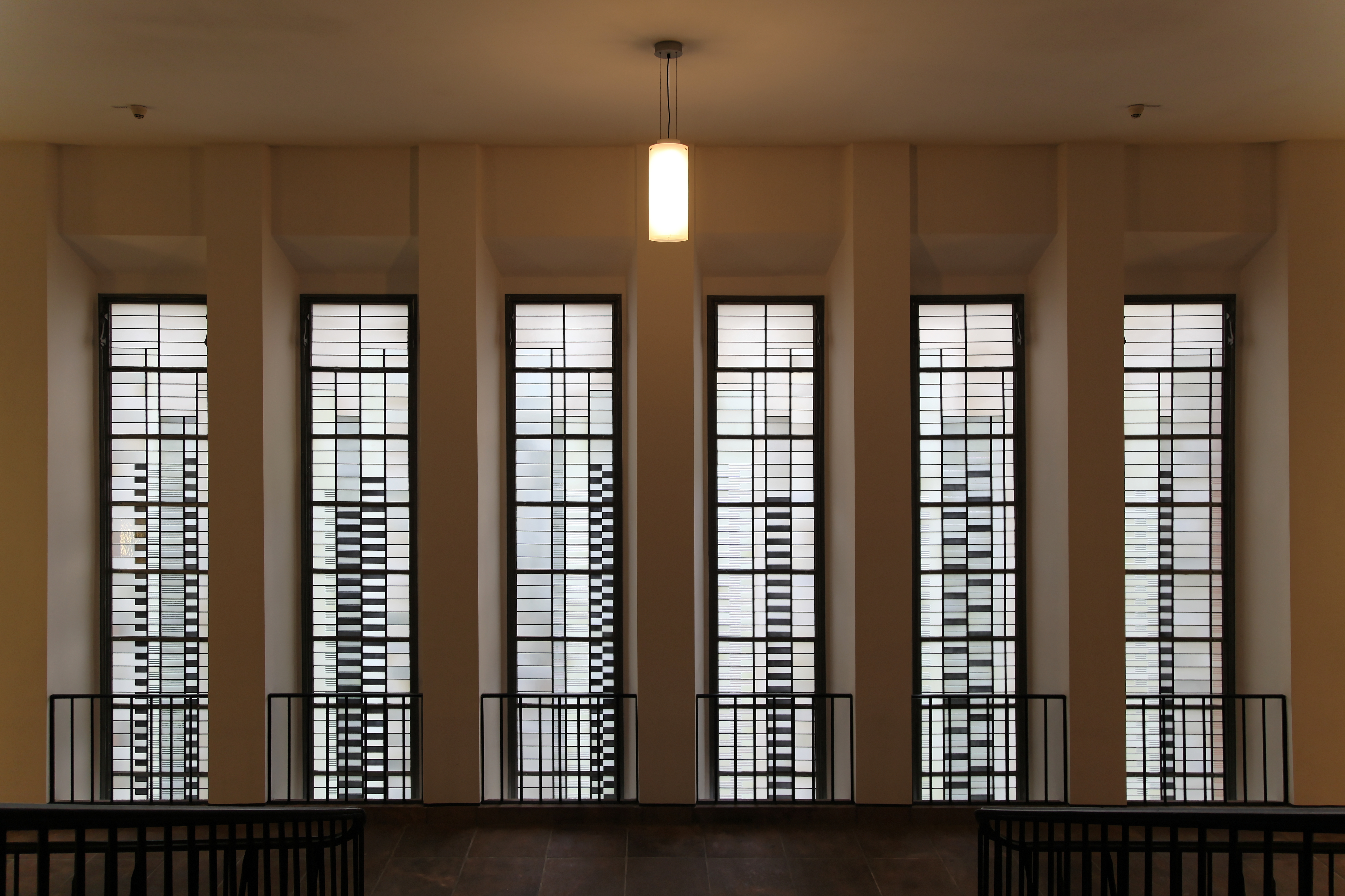
Josef-Albers-Fenster im Grassi Museum Leipzig (Foto: 2016)

1920 besuchte Albers den Vorkurs am Bauhaus Weimar von Johannes Itten, der die künstlerischen Grundlagen für das handwerkliche Gestalten in den Bauhauswerkstätten vermittelte, arbeitete abgesehen von seinen Fotografien und Gebrauchsgegenständen seitdem abstrakt und anschließend in der Werkstatt für Glasmalerei, die ab 1924 zur Werkstatt für Wandmalerei am Bauhaus gehörte. Dort fertigte er Assemblagen und wurde Werkmeister für Glas. Er lehrte von 1923 bis 1928 unter Walter Gropius nach dem Abschied von Itten zunächst als Jungmeister und ab 1925 als Bauhausmeister neben László Moholy-Nagy im Vorkurs, den er von 1928 bis 1933 unter Hannes Meyer und Ludwig Mies van der Rohe allein weiterführte. Zusätzlich zum Vorkurs übernahm er die Möbelwerkstatt am Bauhaus von Marcel Breuer, als dieser 1928 mit Walter Gropius das Bauhaus verließ. Albers leitete in seiner Lehre stets Formen und Funktionen aus den Eigenschaften von Materialien und ihren Möglichkeiten ab. 1925 zog er mit dem Bauhaus nach Dessau um und heiratete Annelise Fleischmann, die spätere Textilkünstlerin Anni Albers. 1927 schuf er das Ensemble von 18 Glasfenstern im Leipziger Grassi Museum, das 1943 zerstört und 2011 rekonstruiert wurde. 1930, als Ludwig Mies van der Rohe die Leitung des Bauhauses übernahm, wurde Albers dessen Stellvertreter.
Für die Deutsche Bau-Ausstellung Berlin 1931 hatte Albers Innenräume entworfen.
1932 hatte er seine erste umfassende Einzelausstellung mit seinen Glasarbeiten von 1926 bis 1932 im Bauhaus Dessau und lehrte nach dem Umzug des Lehrbetriebs in Berlin von Oktober 1932 bis zur Schließung des Bauhauses unter den Nationalsozialisten im April 1933 zusätzlich Zeichnen und Schrift. Noch im selben Jahr flohen Albers und seine Frau Anni Albers mit Unterstützung von Philip Johnson in die USA.
1937 wurde in der Aktion „Entartete Kunst“ der von Albers 1923 entworfene Einband der Bauhaus-Mappe „Neue europäische Graphik. Deutsche Künstler“ aus dem Breslauer Schlesisches Museum der Bildenden Künste, der Städtische Kunstsammlung Chemnitz, dem Schlossmuseum Weimar, dem Städtisches Kunst- und Gewerbemuseum Dortmund und dem Nassauisches Landesmuseum Wiesbaden beschlagnahmt und vernichtet.

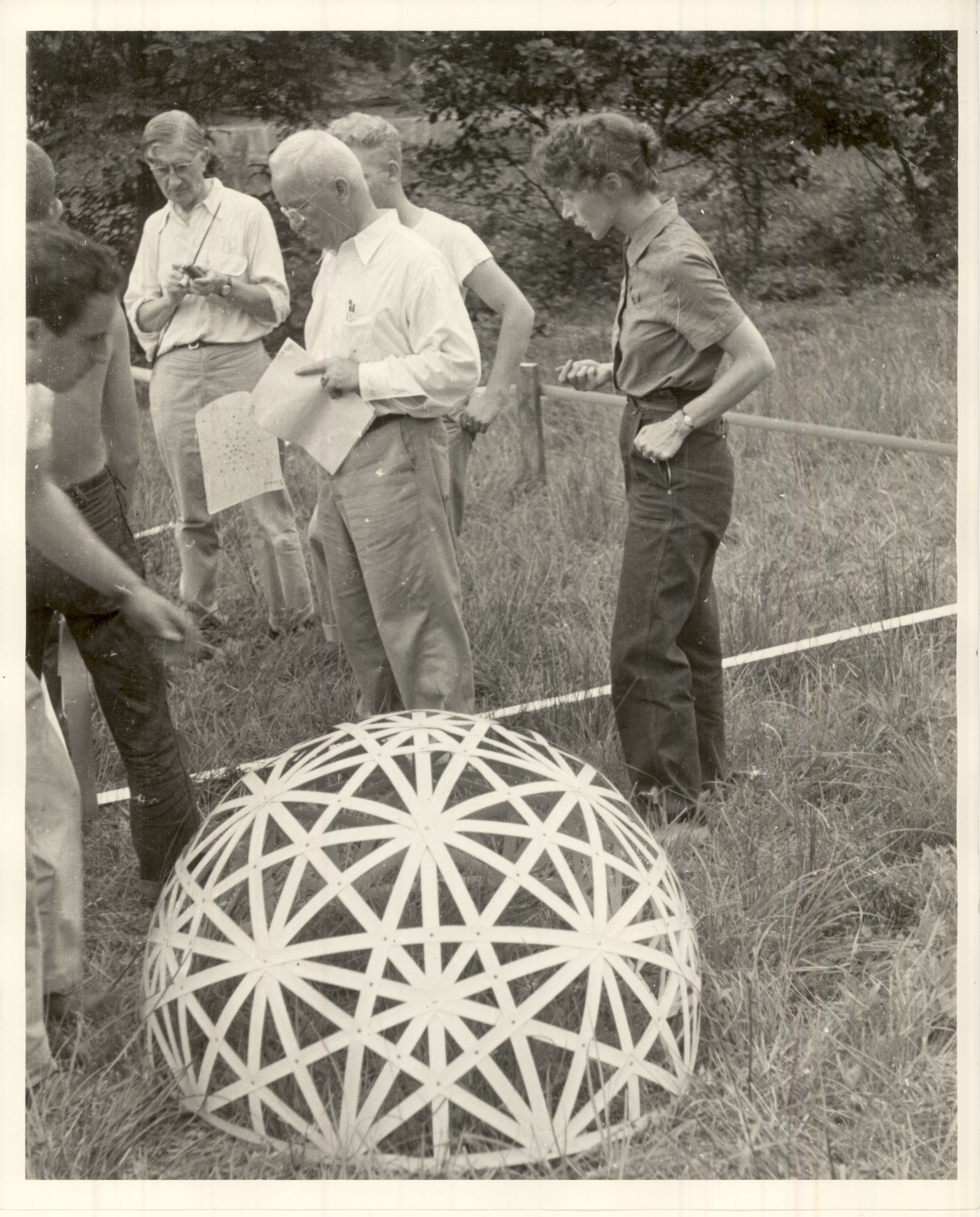
Studium und Lehre am Black Mountain College: Richard Buckminster Fuller (Mitte) und Josef Albers (links), 1948

### Black Mountain College, Yale University und Hochschule für Gestaltung Ulm
Auf dessen Empfehlung gingen sie an die 1933 von dem Altphilologen John Andrew Rice gegründete Kunsthochschule Black Mountain College in North Carolina, wo Albers ab dem 28. November 1933 bis 1949 auch in Projektstudien zusammen mit dem ehemaligen Assistenten von Oskar Schlemmer, Alexander Schawinsky, Richard Buckminster Fuller, John Cage, Merce Cunningham wie vielen anderen Künstlern lehrte und 1948/49 Rektor war. Seine Schüler waren dort: Robert Rauschenberg, Donald Judd und Kenneth Noland. Von 1934 bis 1936 gehörte er der Pariser Künstlergruppe Abstraction-Création an. 1935 unternahmen Josef und Anni Albers ihren ersten Kuba- und Mexiko-Besuch von den vierzehn Studienreisen nach Lateinamerika, durch dessen indigene Bau- und Webkunst sie beeindruckt und ihr späteres Schaffen beeinflusst wurden. 1939 nahmen sie die amerikanische Staatsbürgerschaft an.
1950 wechselte Albers an die Yale-Universität und leitete von 1950 bis 1959 das Art Department. Seine Schüler dort waren u. a. Eva Hesse, Richard Serra, Richard Anuszkiewicz und Julian Stanczak. Dazu übernahm er zahlreiche Gastdozenturen (so in Harvard, Hartford, Havanna und Santiago de Chile). In den Jahren 1954 und 1955 lehrte er als Gastprofessor an der neu gegründeten Hochschule für Gestaltung in Ulm, die an die Lehrmethoden des Bauhauses Dessau anknüpfte und von Max Bill geleitet wurde.

## Werk und Würdigung
Albers experimentierte mit Farben, Formen, Linien, Flächen und ihren Wechselwirkungen auf die kognitive wie subjektive, visuelle Wahrnehmung: „Nur der Schein trügt nicht“. Er hatte wie Piet Mondrian großen Einfluss auf die Entwicklung der amerikanischen Malerei. Sein Werk zählt zur konkreten Kunst – mit seinen geometrisch-optischen Täuschungen neben dem von Victor Vasarely zu den Wegbereitern der Op-Art und mit seiner berühmten Hommage to the Square zum Hard Edge. Mit dieser Serie dokumentiert er seine Untersuchungen über das Zusammenwirken (interaction of color, 1971) von drei bis vier ineinandergefügten, ungemischt auf den Bildträger gespachtelten, quadratischen Farbflächen, deren Artikel-Nummern er auf der Rückseite der Bilder vermerkte, um zu verdeutlichen, dass ein Betrachter Farben für sich und miteinander je nach Umgebung völlig unterschiedlich wahrnimmt.
Josef Albers war Teilnehmer der documenta 1 im Jahr 1955 und der 4. documenta 1968 in Kassel. 1958 gab es eine Josef-Albers-Retrospektive in Bottrop, und zwar im Lichthof der dortigen Berufsschule, weil es in der Stadt damals noch kein Kunstmuseum gab. Im selben Jahr zeichnete ihn der Bundespräsident mit dem Verdienstkreuz Erster Klasse der Bundesrepublik Deutschland aus. Insbesondere der Westfälische Kunstverein unter der Leitung von Peter Leo und Dieter Honisch setzte sich für das Schaffen Albers ein und stellte es aus. 1968 erhielt er den großen Preis der Dritten Bienal Americana Grabado, Santiago, Chile, und den Großen Preis für Malerei des Landes Nordrhein-Westfalen. Im April wurde die Wanderausstellung Albers im Westfälischen Landesmuseum für Kunst und Kultur eröffnet, die bis Januar 1970 durch Europa reiste. 1968 wurde Albers in die American Academy of Arts and Letters, 1973 in die American Academy of Arts and Sciences gewählt. 1970 wurde er Ehrenbürger seiner Heimatstadt Bottrop. 1971 ehrte ihn das Metropolitan Museum of Art, New York, als ersten lebenden Künstler mit einer Retrospektive. Albers gründete die gemeinnützige Gesellschaft The Josef & Anni Albers Foundation, um das Sehvermögen durch Kunst zu erwecken und zu fördern. 1976 wurde in Bottrop das bisherige Städtische Neusprachliche Mädchengymnasium in Josef-Albers-Gymnasium umbenannt. 1983 wohnte Anni Albers der Eröffnung des Josef-Albers-Museum im Quadrat Bottrop bei und schenkte dem Museum Werke aus dem Nachlass ihres Mannes Josef. Von 2022 bis 2023 wurden in Bottrop in einer großen Sonderausstellung mehr als hundert Quadratbilder von Josef Albers gezeigt.

## Werke
Seine bekanntesten Werke sind:

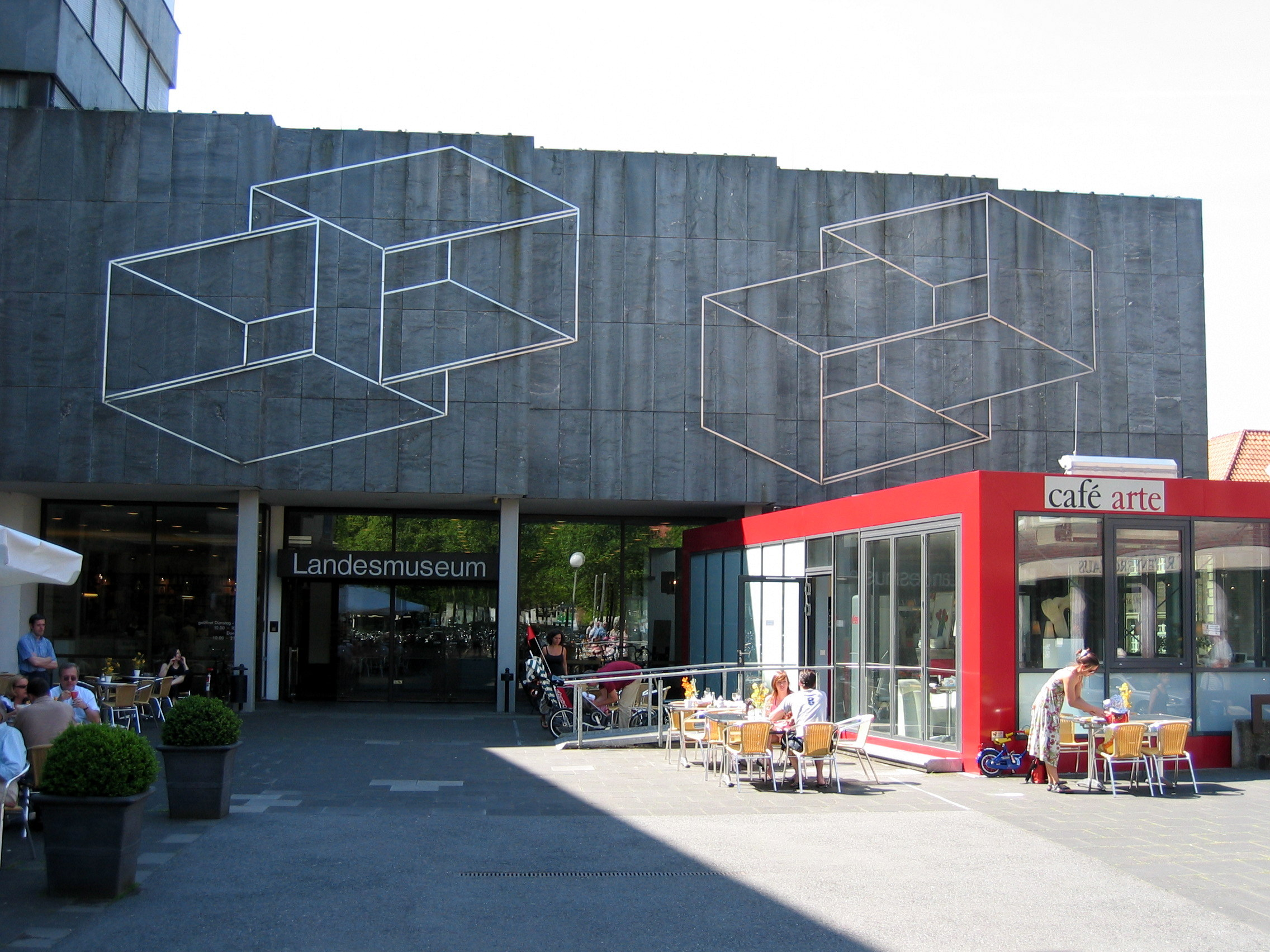
Josef Albers, Zwei Supraporten (1972) am alten Standort über dem Haupteingang des Erweiterungsbaus des Westfälischen Landesmuseum für Kunst und Kultur Münster (1974–2009), (Foto 2006)

- 1920/21: Buntglasfenster für das Haus Sommerfeld
- 1924: Park, Tate Gallery, London
- 1926: 18 Fenster im Haupttreppenhaus des Leipziger Grassimuseum. Nach Kriegszerstörungen 2011 wiederhergestellt.
- 1931: Veröffentlichung der Kombinationsschrift[23]
- 1942: Folge Grafische Tektonik, Josef-Albers-Museum Quadrat, Bottrop
- 1948: Variante: Braun, Ocker, Gelb, Öl auf Hartfaser, 45,7 × 64,7 cm
- 1948–1953: Variante: Drinnen und Draußen, Öl auf Sperrholz, 44,8 × 67,4 cm, Wadsworth Atheneum, Hartford, Connecticut, USA
- ab 1950: Serie Homage to the Square (Huldigung an das Quadrat)[24], Josef-Albers-Museum Quadrat, Bottrop, und
- Structural constellations[25]
- 1962: Spring in, Auktion Dorotheum, Wien, Mai 2013
- 1950/56: Study for Homage to the Square, Öl auf Masonit, 29,6 × 29,6 cm, Grisebach, Berlin, Mai 2014.

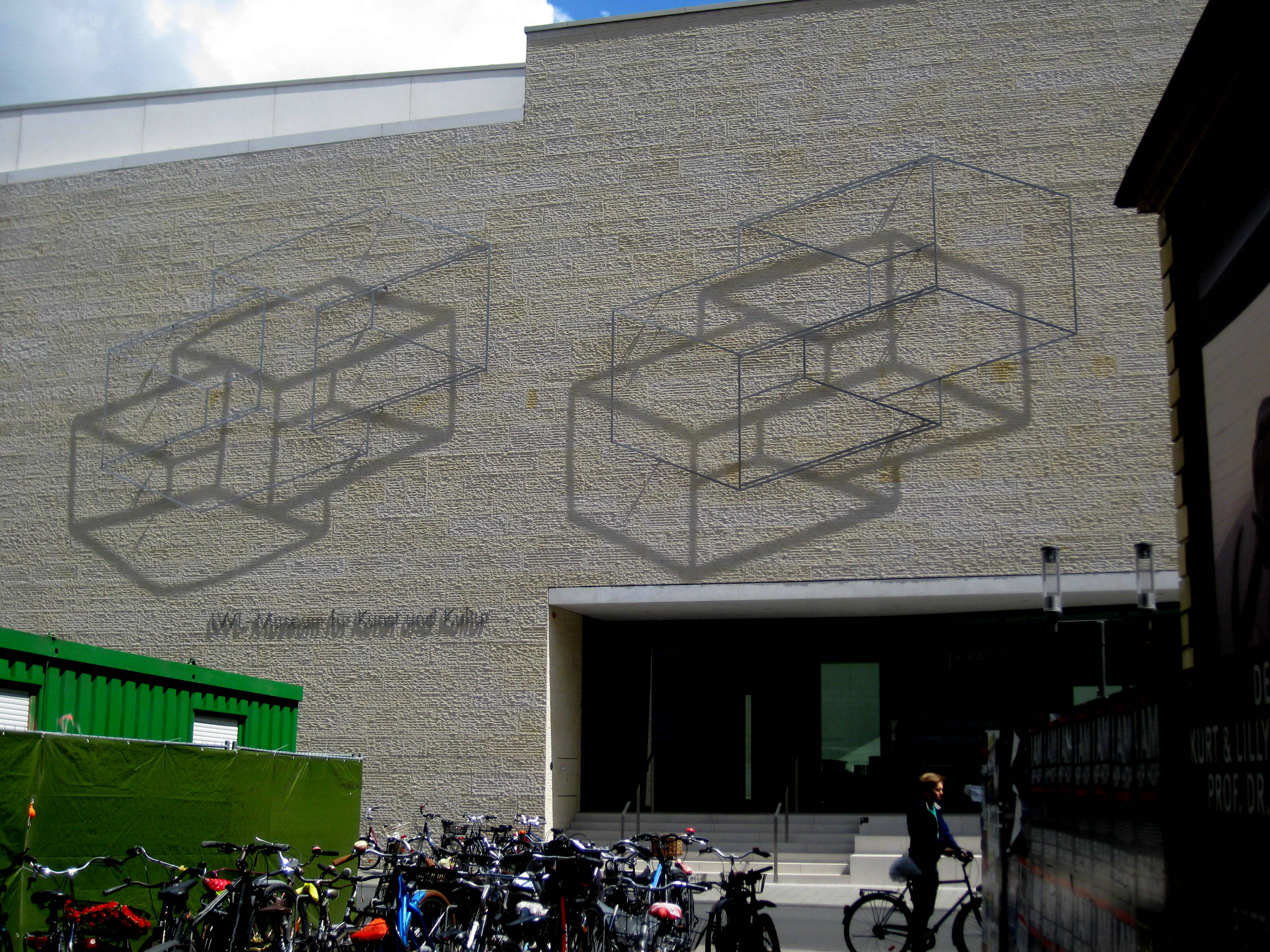
Josef Albers, Zwei Supraporten (1972), LWL Museum für Kunst und Kultur (2014) am neuen Standort „Pferdegasse“ (Foto: 2015)

## Sonderausstellungen
- 1968: Josef Albers zu seinem 80. Geburtstag. Lithografien – Serigrafien. Kestner-Gesellschaft, Hannover.
- 1970: Kunstverein Ingolstadt
- 1988: Josef Albers. Eine Retrospektive. Staatliche Kunsthalle Baden-Baden, Bauhaus-Archiv Berlin, Solomon R. Guggenheim Museum, New York City. Katalog.
- 1989: Anni und Josef Albers eine Retrospektive. Villa Stuck, München
- 1998: Papierarbeiten von Josef Albers. Kunstmuseum Bonn, anschließend in Schwerin, Dessau und Ulm
- 1998: Anni und Josef Albers. Kunstmuseum Bern
- 2011 wurde im Josef-Albers-Museum die Ausstellung Malerei auf Papier. Josef Albers in Amerika gezeigt, die vorher in München in der Pinakothek der Moderne vorgestellt worden war.
- 2013/14 dokumentiert das Josef-Albers-Museum im Quadrat Bottrop in der Sonderausstellung Kunst als Erfahrung. Josef Albers als Lehrer Josef Albers als beliebten Pädagogen am Bauhaus, am amerikanischen Black Mountain College und an der Yale University. Dabei steht das entwickelte Sehen im Fokus, das nach Albers der Beginn einer künstlerischen Tätigkeit sein kann. So wird die innere Verbindung von Lehre und seiner eigenen künstlerischen Tätigkeit nachvollziehbar. Ausgestellte Unterrichtsbeispiele und Arbeiten seiner Studenten waren bislang kaum öffentlich gezeigt worden.[26]
- 2017/18: Josef Albers in Mexico, Solomon R. Guggenheim Museum, New York[27][28]
- 2018: in der Villa Hügel (Essen): interaction. josef albers[29]
- 2021: JOSEF ALBERS – Interaction of Color – Ausgewählte Arbeiten auf Papier, Galerie Boisserée, Köln
- 2021/22: L’art et la vie – Anni et Josef Albers, Musée d’art moderne de la Ville de Paris, Paris[30]
- 2022/23: Josef Albers. Huldigung an das Quadrat, Josef Albers Museum Quadrat Bottrop
- 2022/23: Anni en Josef Albers, Kunstmuseum Den Haag

## Schriften (Auswahl)
- Poems and drawings / Gedichte und Zeichnungen. Readymade Press, New Haven 1958.
  - 2. Aufl.: Gedichte und Zeichnungen / Poems and drawings. Wittenborn, New York 1961.
  - 3. Aufl.: Poems and drawings. Yale University Press, New Haven 2006, ISBN 0-300-12033-8.
- Interaction of Color. Yale University Press, New Haven 1963.
  - deutsche Ausgabe: Interaction of Color – Grundlegung einer Didaktik des Sehens. Übersetzt von Gui Bonsiepe. DuMont, Köln 1970, ISBN 3-7701-0567-2, Nachdruck 1997.
- Formulation: Articulation. Abrams, New York 1972; 2. Aufl.: Thames & Hudson, London 2006, ISBN 0-500-23828-6.